# Sophie Adenot
Pour les articles homonymes, voir Adenot.
Sophie Adenot, née le 5 juillet 1982 à Cosne-Cours-sur-Loire (Nièvre), est une militaire, ingénieure et astronaute française. Colonel de l'Armée de l'air et de l'espace, elle y est pilote d'hélicoptère puis pilote d'essai.
Le 23 novembre 2022, elle est nommée astronaute par l'Agence spatiale européenne. Le 22 mai 2024. Elle est désignée pour rejoindre la Station spatiale internationale au printemps 2026 dans le cadre de la mission baptisée Epsilon.

## Biographie

### Famille et formation
Sophie Marie Laurence Adenot naît le 5 juillet 1982 à Cosne-Cours-sur-Loire, dans le département de la Nièvre en Bourgogne du mariage entre Hubert Adenot, notaire à Corbigny (Nièvre), et Isabelle Alloy, pharmacienne,,.
En 1996, Claudie Haigneré embarque pour son premier vol spatial, une mission de seize jours à bord de la station orbitale russe Mir. Sophie Adenot, qui a alors 14 ans, se rappelle en avoir été très fortement impressionnée.
Elle est élève au collège de la maison d'éducation de la légion d'honneur à Saint-Germain-en-Laye et au lycée de Saint-Denis des maisons d'éducation de la Légion d'honneur où elle obtient son baccalauréat avant d'entrer en classe préparatoire aux grandes écoles.
Elle obtient en 2004 le diplôme d'ingénieur de l'École nationale supérieure de l'aéronautique et de l'espace (Supaéro) à Toulouse,, où elle obtient sa licence de pilote privé. Elle poursuit ses études au Massachusetts Institute of Technology (MIT) à Cambridge, où elle passe son brevet de parachutisme sportif.
Sophie Adenot parle l'anglais, l'allemand et le russe, et a des notions d'espagnol. Elle a un fils et enseigne le yoga depuis 2020.

### Carrière professionnelle

#### Airbus Helicopters
À sa sortie de Supaéro en 2004, elle rejoint Airbus Helicopters où elle travaille au sein du bureau d'études pour la conception des cockpits d’hélicoptères.

#### Armée de l'air et de l'espace
En octobre 2005, elle est admise sur titre à l'École de l'air de Salon-de-Provence en tant qu'élève officier de l'air. Elle obtient sa licence de pilote de planeur, avant de poursuivre en tant que pilote d'hélicoptères. Elle est affectée en 2008 à l'escadron d'hélicoptères 1/67 Pyrénées où elle pilote des hélicoptères Caracal pour des opérations de secours militaires. En 2012, elle rejoint l'escadron de transport 60 au sein duquel elle assure des missions de transport de hautes personnalités de l'Etat en Super Puma.
En 2017, elle intègre l'école du personnel navigant d'essais et de réception et devient en 2018 la première femme pilote d'essai sur hélicoptères en France,. Elle s'inscrit dans le même parcours que Jacqueline Auriol, pionnière de l'aviation française, qui était la première femme française pilote d’essai sur avions à réaction. En 2022, elle cumule 3 000 heures de vol sur 22 types d'hélicoptères.
De 2019 à 2022, elle exerce en tant que pilote d'essai au sein de la DGA Essais en vol. En parallèle, elle est sélectionnée en 2020 dans le programme Young Leaders de la French-American Foundation,, destiné à « bâtir des relations durables entre jeunes personnalités françaises et américaines et appelées à de hautes fonctions dans leurs pays respectifs ».
Le 1er novembre 2020, elle obtient le brevet technique option « études scientifiques et techniques », branche « école de guerre ».

#### Astronaute
Le 23 novembre 2022, elle fait partie de la nouvelle promotion de 17 astronautes (dont cinq de carrière, un « parastronaute » et onze de réserve, sur 22 523 candidats) de l'Agence spatiale européenne (ESA),,. 
Le 22 avril 2024, Sophie Adenot a reçu son brevet d’astronaute de l’ESA, après un an de basic training (entraînement de base) au centre des astronautes de Cologne en Allemagne. Elle devient alors, officiellement, la seconde femme astronaute française après Claudie Haigneré en 2001. 
Le 22 mai 2024, l'ESA la désigne pour rejoindre la Station spatiale internationale au printemps 2026 dans le cadre de la mission baptisée Épsilon. Le nom de la mission et son patch, dévoilés par l'ESA, symbolisent l'exploration et la découverte, avec un design inspiré par l'innovation et l'ambition scientifique. Sophie Adenot déclare à cette occasion : « J’ai envie d’embarquer les Français dans cette aventure », soulignant son souhait de partager son expérience avec le public. La préparation a lieu au centre spatial Lyndon B. Johnson de la NASA à Houston, notamment pour se préparer aux sorties extravéhiculaires avec des cours théoriques et des entraînements en piscine.

## Engagements
Marraine du programme Ose, le dispositif d'ouverture sociale de l'Isae-Supaero, elle rencontre des collégiens et lycéens de différents milieux ruraux et défavorisés pour leur raconter et partager son parcours professionnel, inciter les jeunes à s'engager dans les filières scientifiques et techniques, et devenir ingénieurs.

## Grades militaires
- 1er août 2006 : lieutenant[1]
- 1er août 2009 : capitaine[32]
- 1er décembre 2014 : commandant[33]
- 1er juin 2020 : lieutenant-colonel[34]
- 1er juillet 2023 : colonel[35].

## Prix et récompenses

### Décorations

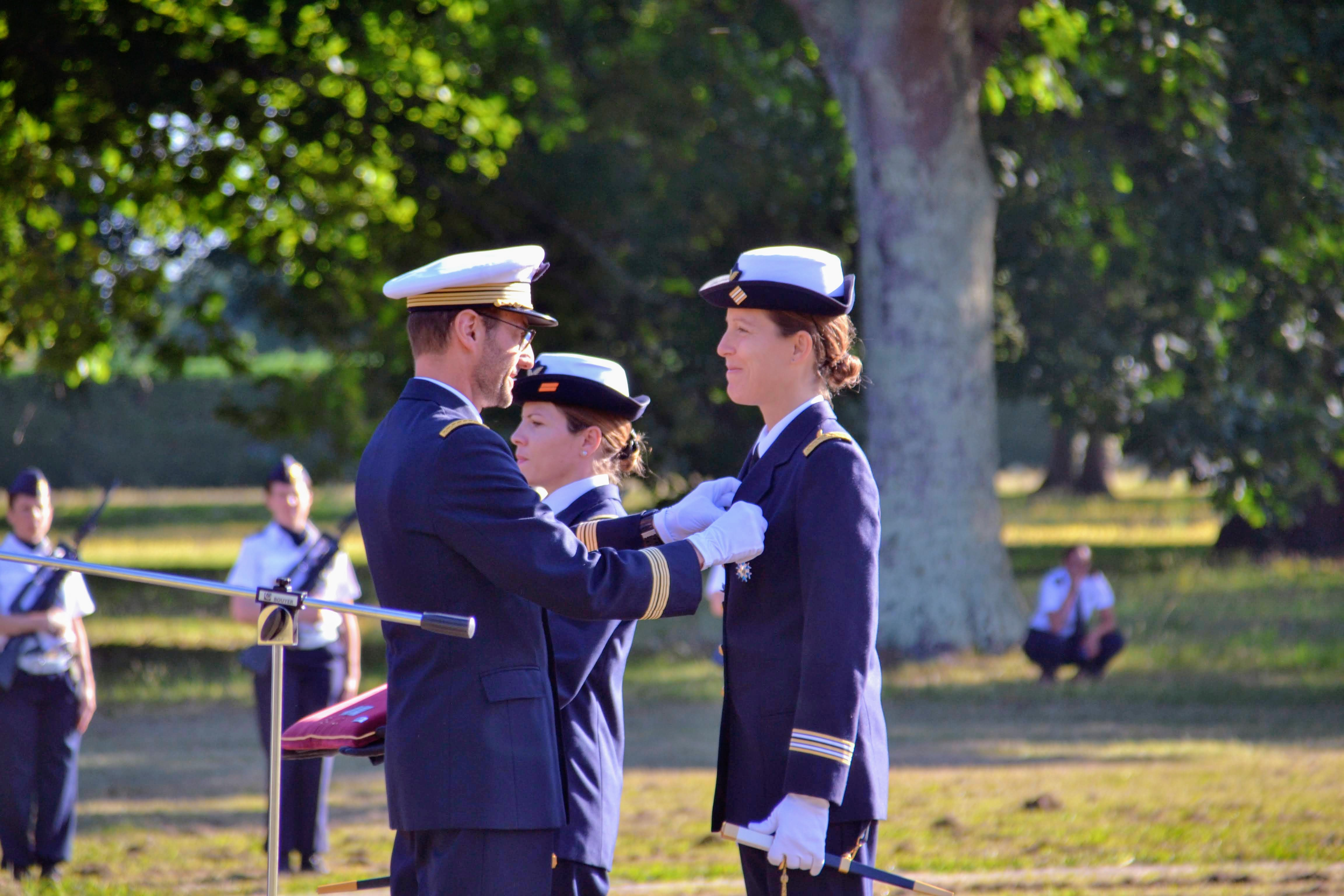
Remise des insignes de chevalier de l'ordre national du Mérite à Sophie Adenot le 6 juillet 2022.

- Chevalier de l'ordre national du Mérite : le 28 avril 2022, Sophie Adenot est nommée au grade de chevalier dans l'ordre national du Mérite au titre de « lieutenante-colonelle ; 17 ans de services »[36] puis faite chevalière de l'ordre le 6 juillet 2022.
- Médaille de l'Aéronautique[37],[38].

### Prix
- 2024 : Prix Icare de l'Association des journalistes professionnels de l'aéronautique et de l'espace (AJPAE). « Honorée de recevoir le prix Icare 2024. C'est un hommage à celles et ceux qui m'ont inspirée », explique-t-elle en citant plusieurs lauréats antérieurs : les astronautes Jean-Loup Chrétien (1998) et Thomas Pesquet (2017), les pilotes militaires Valérie André (2009) et Jacqueline Auriol (1963)[39].Remise du Prix Icare par Marc Dana vice pdt de l'AJPAE chargé du Spatial

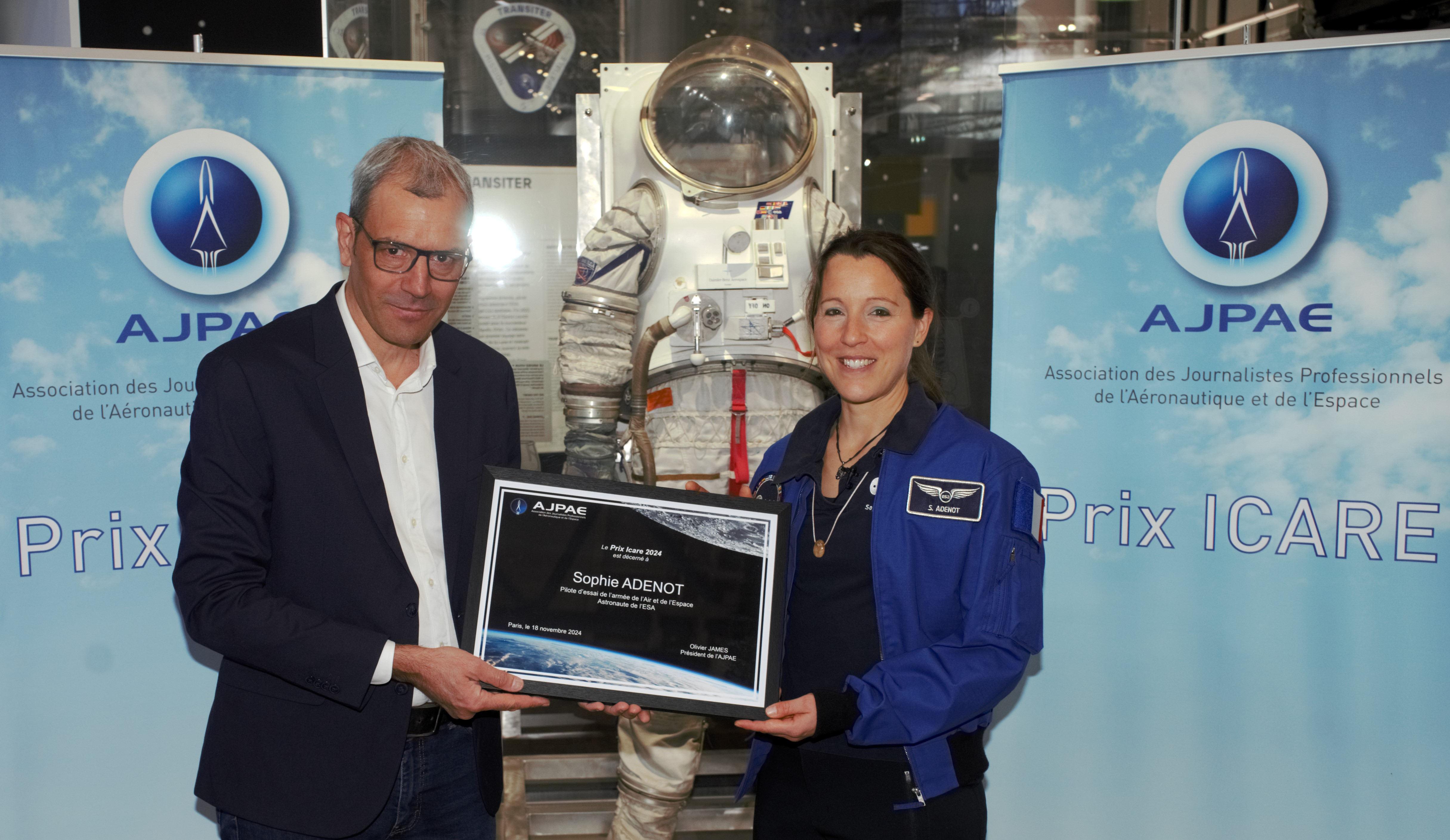
Remise du Prix Icare par Marc Dana vice pdt de l'AJPAE chargé du Spatial

## Publications
- (en) Artificial gravity: Changing the intensity of coriolis cross-coupled stimulus with head-angle (mémoire de master, sous la dir. de Laurence Young (en)), MIT, 2004, 137 p. (lire en ligne)
- Laurence Young et Sophie Adenot, « Mars, un nouvel espace pour l'homme », dans Alain Berthoz et Roland Recht (dir.), Les Espaces de l'homme, Odile Jacob, coll. « Collège de France », 2005 (ISBN 2-7381-1583-7, lire en ligne), p. 109-123

### Note
1. ↑  Elle est la seconde femme française à faire partie du corps européen des astronautes, après Claudie Haigneré.